# Foramen sphénopalatin
Le foramen sphénopalatin (ou trou sphéno-palatin) est un conduit crânien entre la cavité nasale osseuse et la fosse ptérygo-palatine.

## Structure
Le foramen sphénopalatin est formé par l'incisure sphéno-palatine entre les processus sphénoïdal  et orbitaire de l'os palatin qui est transformée en foramen par l'articulation avec la face inférieure du corps du sphénoïde.

## Rôle
Le foramen sphénopalatin permet le passage entre la fosse ptérygo-palatine et la partie postérieure du méat nasal supérieur de l'artère et la veine sphénopalatine et du nerf naso-palatin.

## Galerie

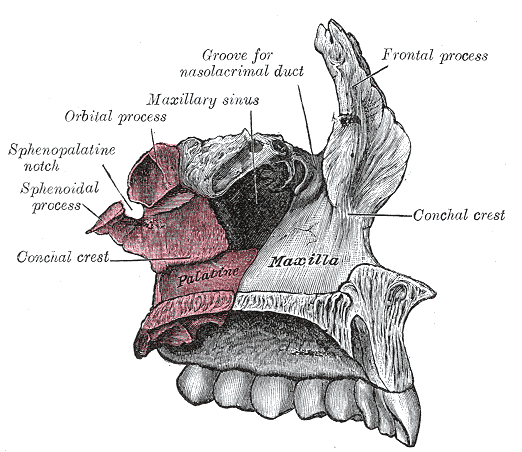
Articulation de l'os palatin gauche avec le maxillaire.
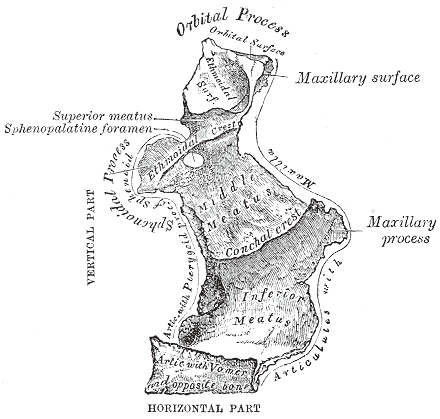
Vue médiale de l'os palatin gauche.